# Matthias Oswald
Matthias Oswald (* 6. Oktober 1774 in Basel; † 26. Oktober 1864 ebenda) war ein Schweizer Politiker.
Oswald war Metzgermeister, danach Seifensieder und Kerzenfabrikant. Er wurde 1798 Grenadierhauptmann, auch war er Oberstschützenmeister der Gesellschaft der Feuerschützen. Ab 1812 war er Stadt- und Kantonspolitiker in Basel, ab 1833 Tagsatzungsgesandter. Nach der Basler Kantonstrennung war Oswald Führer der gemässigten Radikalen im Kanton Basel-Stadt.
Emanuel Walter Oswald und Johann Peter Oswald waren seine Söhne. 